# Szőkefalvi Nagy Gyula

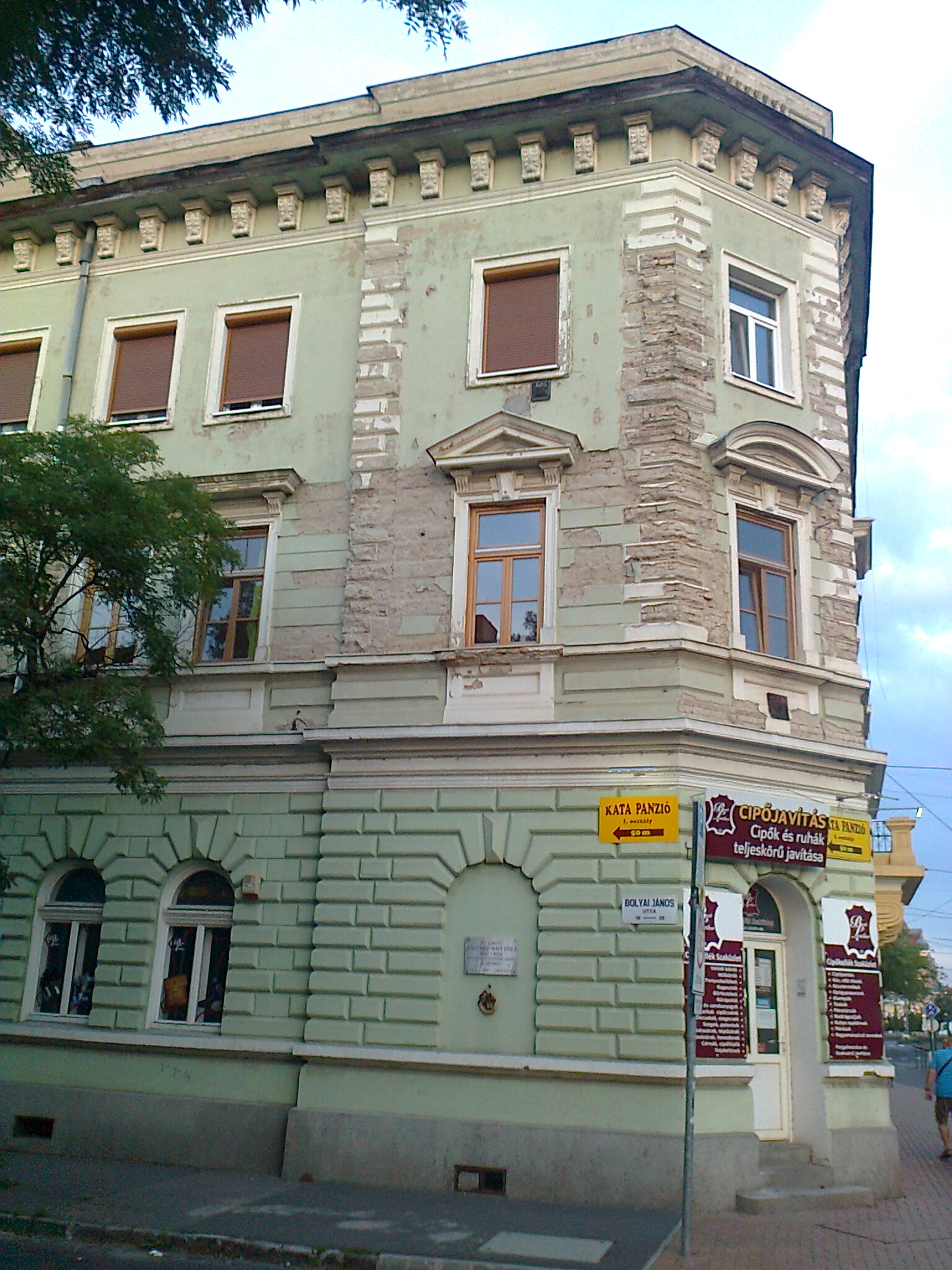
Lakása Szegeden a Bolyai János utca és Kálvária sgt. sarkán

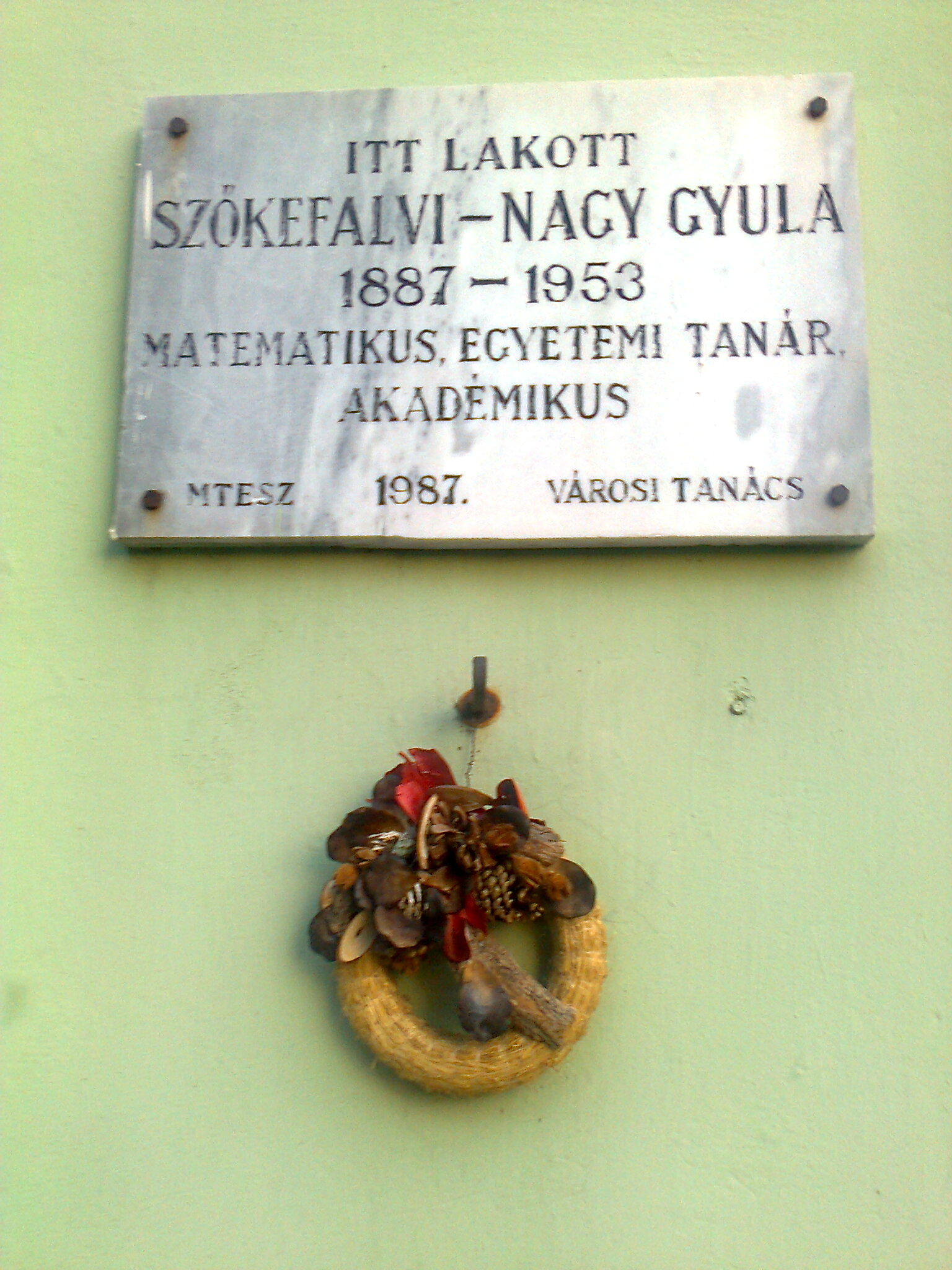
Emléktábla szegedi lakásán

Szőkefalvi Nagy Gyula (Erzsébetváros, 1887. április 11. – Szeged, 1953. október 14.) matematikus, a Magyar Tudományos Akadémia tagja, Szőkefalvi-Nagy Béla apja.
Kutatási területe: geometria, függvénytani algebra, az algebrai görbék számelméleti tulajdonságai.

## Életpályája
A Szőkefalvi Nagy család a Dicsőszentmárton melletti Szőkefalváról (Seuca), Erdélyből származik. (E község 1968 és 2006 között Vámosgálfalva része volt, de 2006 óta ismét önálló település az egykori Kis-Küküllő vármegyében.)
Szőkefalvi Nagy Gyula egyetemi tanulmányait a kolozsvári egyetemen végezte matematika-fizika szakon, 1909-ben középiskolai tanári oklevelet szerzett és doktorált. Doktori dolgozata: Algebrai görbék arithmetikai tulajdonságairól. 1911-ig Privigyén és Csíkszeredában tanított. 1911–12-ben állami ösztöndíjjal Göttingenben tanult. 1915-ben a kolozsvári egyetemen egyetemi magántanárrá habilitálták algebra és függvénytan tárgykörből, és a Marianum igazgatója lett.
1929-től a szegedi polgári iskolai tanítóképző intézetben tanított, majd 1939-től a Ferenc József Tudományegyetemen, 1940. október 19-étől ismét Kolozsvárott, majd 1945-től újból Szegeden, a Bolyai Intézetben. Az MTA 1934-ben levelező, 1946-ban rendes tagjai sorába választotta. A Geometriai Tanszéket vezette a szegedi egyetemen 1921-1940, a kolozsvári egyetemen is a Geometria Tanszék vezetője volt, 1945-1953-ig ismét Szegeden volt tanszékvezető. Szegeden érte a halál, a szegedi Belvárosi temetőben nyugszik.
Fiai Szőkefalvi-Nagy Béla matematikus és Szőkefalvy-Nagy Zoltán kémikus.

## Művei (válogatás)
- Über arithmetische Eigenschaften algebraischer Kurven, 1910
- Über die Lage der Wurzeln von linearen Verknüpfungen algebraischer Gleichungen, 1923
- Über die Lage der nichtreellen Nullstellen von reellen Polynomen und von gewissen ganzen Funktionen, 1934
- Über Raumkurven von Maximalindex, 1937
- Über die Eigenschaften der beschrankten ebenen Kurven ohne Tangentensingularitat, 1940
- Végesrendű geometria, 1941
- A geometriai szerkesztések elmélete, 1943 (második kiadás: 1968)
- Geometrie endlicher Ordnung, 1944
- Generalisation of certain theorems of G. Szegő on the location of zeros of polynomials, 1947
- Über die Lage der Nullstellen eines Abstandspolynoms und seiner Derivierten, 1949
- Über Wertverteilung gebrochener rationaler Funktionen, 1949
- Über die Lage der kritischen Punkte rationaler Funktionen, 1952

## Tudományos tisztség
- Acta Mathematica Hungarica (szerkesztőbizottsági tag, 1941-1953)

## Kitüntetés
- Kőnig Gyula jutalom (1926)